# Emilia din Cezareea
Emilia din Cezareea (n. secolul al IV-lea d.Hr., Caesarea, Imperiul Roman – d. 375 d.Hr., Caesarea, Imperiul Roman) a fost o femeie creștină din Cezareea Capadociei, cunoscută ca mamă a cinci copii venerați ca sfinți: Vasile cel Mare, Grigore de Nyssa, Petru al Sevastiei, Naucratie și Macrina cea Tânără. Este venerată la rândul ei ca sfântă, cu ziua de prăznuire pe 30 mai, împreună cu soțul ei (Vasile cel Bătrân) și cu soacra ei (Macrina cea Bătrână).

## Biografie
S-a născut în provincia Capadocia a Imperiului Roman, care face parte în prezent din regiunea Anatolia Centrală a Turciei, la sfârșitul secolului al III-lea sau începutul secolului al IV-lea, perioadă în care creștinismul era tot mai răspândit, ceea ce reprezenta o provocare pentru guvernatorii romani și religia lor păgână.
Emilia provenea dintr-o familie bogată și s-a căsătorit cu Vasile cel Bătrân, un avocat și retor creștin, împreună cu care s-a stabilit în Cezareea Capadociei. Acolo Vasile și Emilia, cu ajutorul mamei lui, Macrina cea Bătrână, au format o familie care a avut o influență mare în istoria creștinismului. Emilia a născut nouă sau zece copii, printre care Vasile cel Mare (născut în jurul anului 330), Macrina cea Tânără, Petru al Sevastiei, Grigore de Nyssa și Naucratie.
A trăit o mare parte a ultimilor săi ani împreună cu fiica ei cea mai mare, Macrina cea Tânără, care a avut un impact profund asupra mamei sale. După moartea lui Vasile cel Bătrân, Emilia a împărțit averea familiei fiecărui urmaș și a dus o viață austeră, dedicată creștinismului, înconjurată de slujitori pe care i-a tratat ca egali, la insistența Macrinei cea Tânără. Modul lor ascetic de viață a atras mai multe femei care au creat un mediu cvasimonahal, în care una era considerată bogată dacă trăia o viață creștină pură și devotată și disprețuia plăcerile și bunurile pământești.
Emilia — cunoscută și sub numele de Emmelia — este venerată ca sfântă atât în Biserica Ortodoxă, cât și în Biserica Romano-Catolică și se spune că a murit la 30 mai 375. Cu toate acestea, ea nu este singura femeie din familia ei care este venerată ca sfântă. Atât soacra ei, Macrina cea Bătrână, cât și fiicele ei, Macrina cea Tânără și Teosebia, sunt recunoscute ca sfinte în Biserica Catolică (cu excepția Teosebiei) și în Biserica Ortodoxă.